# ベアードパーカー寒天培地

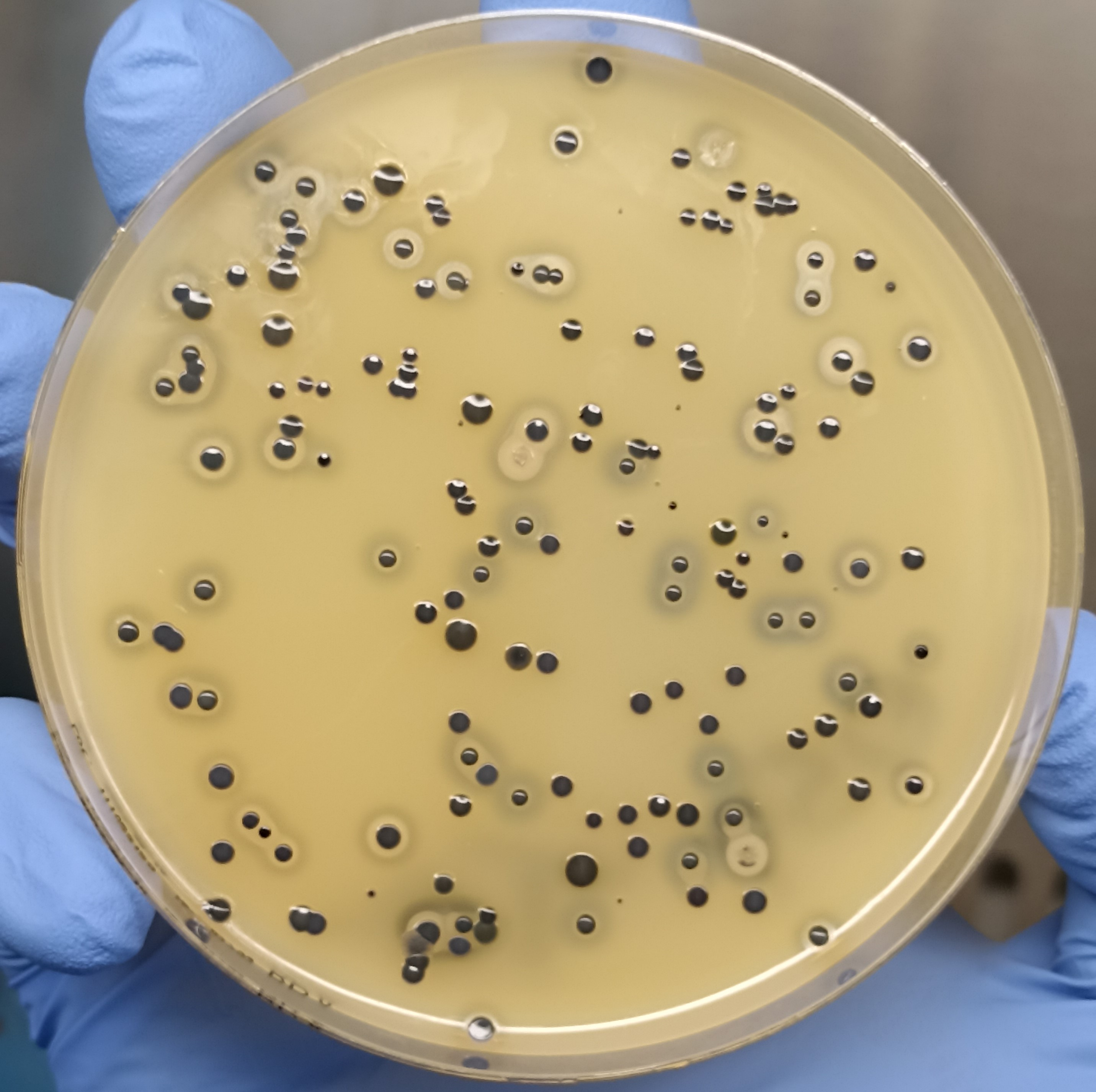
ベアードパーカー（BP）寒天培地におけるブドウ球菌の増殖。

ベアードパーカー寒天培地（英：Baird-Parker agar）はグラム陽性のブドウ球菌の選択分離培地の一つである。塩化リチウムとTelluriteはalternativeな微生物叢の増殖を抑制するとともにピルビン酸とグリシンはブドウ球菌の増殖を促進する。ブドウ球菌のコロニーは黒色でその周囲には透明帯がみられる.。

## 歴史
Liofilchemにより、ベアードパーカー寒天培地はコアグラーゼ陽性ブドウ球菌の診断の改善と分離を目的として、1962年に学術論文を初めて発表された。彼はこの寒天培地をZebovitzらのTellurite-グリシン製剤から開発し、食品からコアグラーゼ陽性ブドウ球菌を分離する際の信頼性を向上させた。ベアードパーカー寒天培地は診断薬として卵黄乳剤を、損傷した細胞を保護し回復を助けるためにピルビン酸ナトリウムを加えられている。現在では、コアグラーゼ陽性ブドウ球菌の分離に国際機関により広く推奨されている 。ベアードパーカー寒天培地は、食品および動物飼料中のコアグラーゼ陽性ブドウ球菌（黄色ブドウ球菌やその他の種）のenumerationの方法として一般的に使用されている]。